# Bigorre-i Ermesinda aragóniai királyné
Bigorre-i Ermesinda aragóniai királyné (1015–1049) I. Ramiro aragóniai király felesége, Foix Bernard-Roger bigorre-i gróf és Garsenda grófnő leánya.
Apai nagyszülei Foix Roger carcassonne-i gróf és Rouergue-i Adelheid. Eredeti neve Gerberga volt, az Ermesinda nevet házasságkötése után vette fel.
Testvérei:
- II. Bernát bigorre-i gróf
- I. Roger foix-i gróf
- Stefánia (1016 körül – 1066 után), aki 1038-tól III. Garcia navarrai király hitvese volt. Frigyük 16 évig tartott, Garcia haláláig. Négy leányuk (Ermezinda, Mayor, Urraca és Jimena) és négy fiuk (Sancho, Ramiro, Ferdinánd és Rajmund) jött világra. Az asszony új férje egyes források szerint I. (Tosny-i) Roger normann nemes úr lett, ám arról, hogy mikor kötöttek házasságot, s hogy születtek-e közös gyermekeik, nincsenek adatok.

Ermesinda 1036. augusztus 22-én hozzáment a körülbelül 30 éves I. Ramiro aragóniai királyhoz. Frigyük 13 éve alatt összesen öt közös gyermekük született, két fiú (Sancho és Garcia) és három leány (Teresa, Sancha és Urraca). 
Gyermekeik:
- Sancho (1042–1094. június 4.), a későbbi I. Sancho aragóniai király, aki 1065 körül nőül vette Urgelli Izabella grófnőt. Házasságuk öt évig tartott, s egy közös fiuk született, Péter, 1068-ban vagy 1069-ben. A királyi pár 1070-ben vált el. 1076-ban Sancho újranősült. Második hitvese a körülbelül 16 éves Roucy-i Felícia lett. Frigyük 18 éve során három közös gyermekük (Ferdinánd, Alfonz és Ramiro) jött világra.
- Garcia (? – 1086. július 17.), Jaca későbbi püspöke
- Teresa (1037–?), aki Provence-i Vilmos Bertrand gróf első felesége lett, ám közös gyermekük nem született.
- Sancha (?–1097), ő először Rouergue Pons toulouse-i gróf felesége lett, ám gyermekük snem született. Sancha 1060-ban megözvegyült, s 1065-ben ismét férjhez ment. Második hitvese a háromszoros özvegy, ötgyermekes, 33 éves III. (Urgelli) Ermengoll gróf lett. Nem született közös gyermekük frigyük egy éve alatt. Sancha 1066-ban újból megözvegyült.
- Urraca (?–1077), ő később apáca lett.

Az asszony 1049. december elsején, körülbelül 33-34 évesen hunyt el. Teste a San Juan de la Peña-i monostorban nyugszik. Özvegye négy év múlva újra megnősült. Új hitvese Poitiers-i Ágnes hercegnő lett.